# Xenia Smits
Xenia Smits (Wilrijk, 22 april 1994) is een Duits handbalspeelster van Belgische afkomst. In 2010 deed zij als jongste speelster haar intrede in 1ste Bundesliga. Xenia Smits verblijft sinds 2008 in Duitsland en heeft sinds 2014 de Duitse nationaliteit.

## Biografie
Op 9-jarige leeftijd maakte Smits kennis met handbal. Zij speelde bij KV Zandviet en later bij HC Rhino. Xenia Smits maakte de 1ste graad op de Topsportschool Hasselt af en trok als 14-jarige naar het Duitse Bad-Wildungen. Na 2 jaar opleiding in dit trainingscentrum, behaalde zij met A-jeugd, de 3de plaats in Final Four 2010. Het nieuwe seizoen startte zij bij Blomberg Lippe, dat in de 1ste Bundesliga en Europees handbal speelt. Met de A-jeugd haalde Xenia brons in Final Four. In 2011 verwierf zij een vaste plaats in het senioren team en haalde met Blomberg Play Offs. De A-jeugd werd tweemaal vice kampioen van Duitsland: 2012, 2013. 
In 2015 verhuisde Xenia naar Metz, ze tekende er een contract bij de Franse topclub Metz Handball. Daar werd ze in 2016 landkampioen en werd ze uitgeroepen tot Belofte van het Jaar. 2017 werd een topjaar waarbij Xenia de dubbel pakte, ze werd landkampioen en bekerwinnaar en bereikte tevens de kwartfinales in de EHF Champions League.